# Got Talent Chile
Got Talent Chile fue un programa de talentos y entretenimiento chileno transmitido inicialmente por Mega y posteriormente por Chilevisión, basado en la franquicia inglesa con más éxito a nivel mundial Got Talent, la cual cuenta con su propia versión en países como Estados Unidos, Francia, España, Reino Unido, entre otros; originalmente creada por el agente de talentos británico Simon Cowell. Es la segunda versión chilena de esta franquicia después de Talento Chileno. 
La primera temporada fue emitida por Mega. Fue estrenada el viernes 12 de marzo de 2021 a las 22:30 horas y finalizó el viernes 30 de julio de 2021. Fue presentado por la cantante, actriz y presentadora María José Quintanilla y la periodista y también presentadora Karla Constant. Los castings se realizaron desde el Teatro Municipal de Las Condes, en la comuna de Las Condes, ubicado en la ciudad de Santiago, Chile. La ganadora fue la cantante Juliana Ángel González.
El 17 de octubre de 2023, Chilevisión anunció el regreso de su versión de la franquicia, Talento Chileno. Sin embargo, en anuncios posteriores comenzó a utilizarse el nombre Got Talent Chile, por lo que se tratará de una nueva temporada de esta versión. El canal confirmó que esta nueva temporada será animada por Julián Elfenbein. La segunda temporada fue estrenada el domingo 24 de marzo de 2024 a las 22:30 horas.Finalizó el jueves 11 de julio de 2024,  coronando como gran ganador al comediante Joche Vidal, quien se llevó la suma de 25 millones de pesos. Vidal se quedó con el 24,40% de las preferencias del público, mientras que los demás finalistas: Los Joseph, obtuvieron 12,68%; Aníbal Gaete 10,61% y Hermanos Acero 4,4%.

## Temporada 1

### Formato
En su primera y única temporada emitida por el canal Mega, en 2021, el programa seleccionó a un casting en línea (debido a la pandemia del COVID-19) mediante los videos que los participantes suban a la plataforma del programa exhibiendo sus distintos talentos, ya sea canto, baile, comedia, magia, entre muchos otros y los contactaría para que puedan audicionar frente al jurado conformado de cuatro jueces los cuales valorarían las presentaciones. Además cada uno de los integrantes del jurado tendría un botón rojo al frente de su mesa, el cual al presionarlo encendería una equis roja la cual significa que el juez no quiere seguir viendo la actuación (no necesariamente dando un voto negativo). Si las cuatro equis del jurado se encienden la audición se pararía automáticamente.
Al finalizar cada audición, los jueces darían sus opiniones y posteriormente votarían con un "Sí" o un "No" dependiendo si quieren que el concursante siga en el programa. Si hay 3 o 4 valoraciones positivas, el participante permanecería en el programa, si hay dos valoraciones negativas o más, el concursante tendrá que abandonar el concurso.
Luego de que se presenten todas las audiciones el jurado tendrá que elegir solo a algunos de los participantes que permanecieron en el programa.
Aparte del botón rojo, existe otro botón especial, llamado "Pase de oro" el cual le otorga al participante que lo reciba un puesto en la gala de semifinal. Cada jurado y los presentadores tienen un solo "Pase de oro" por temporada y en otras ediciones internacionales del programa se ha implementado "Pases de oro conjuntos" en los cuales todo el jurado debe estar de acuerdo para otorgarlo y los "Pase de oro en parejas" los cuales van a ser otorgados cuando dos de los jueces estén de acuerdo. (En las galas de semifinal también se pueden dar "Pases de oro"). 
Al final del programa, los concursantes que quedan van a ser juzgados por el público y a través de esta manera se elegirá al ganador, el cual recibirá una recompensa monetaria.

### Equipo

#### Conducción
En esa temporada, el programa contó con la conducción, en ese entonces, de las dos exintegrantes del matinal del canal Mega, Mucho gusto, la cantante, actriz y presentadora María José Quintanilla; y la periodista y también presentadora Karla Constant, un hecho inédito en la televisión chilena ya que por primera vez en un programa de la televisión chilena habrá dos mujeres a cargo de la conducción.
María José ya se ha referido respecto a la conducción de dos mujeres diciendo lo siguiente: "Es una de las noticias que más me emocionó. Es un programa de power femenino".

#### Jurado
Recientemente se confirmarían mediante las redes sociales del programa la participación de los cuatro jueces principales del concurso, encargados de la votación y valoración de los participantes. Los jueces confirmados fueron, en primera instancia, el comediante y standupero Sergio Freire; y los actores Carolina Arregui y Luis Gnecco; y para completar el jurado, se integró la cantante, triunfadora del Festival de Viña 2020 y ganadora del premio Artista Musa del Año 2021 de los Premios Musa, Denise Rosenthal, estos dos últimos permanecieron en los castings y la elección de los jueces. 
En mayo de 2021, luego de las polémicas que causaron durante el programa y dentro de los castings en esta primera temporada, la cantante Denise Rosenthal abandona su lugar de jurado del programa, esta decisión lo confirmó las presentadoras María José Quintanilla y Karla Constant; ya que dentro de sus razones de su salida, se encuentra promocionando y lanzando su nuevo disco Todas seremos reinas. Un mes después y por otra parte, antes de las semifinales en vivo, el actor Luis Gnecco fue suspendido del programa debido a que fue involucrado a problemas legales y familiares.
Debido a estas dos salidas y a su muy bajo nivel de audiencia, a esto se suma la repentina salida del productor Pablo "Pablete" Alvarado del programa y del canal, más tarde, Got Talent Chile finalizaría definitivamente en julio de 2021. Por otra parte, en las semifinales y la Gran Final de este programa emitidas en vivo, Sergio y Carolina permanecieron aún como jurado titular, mientras que Rosenthal fue reemplazada por la cantautora, músico y compositora Nicole; y Luis también fue reemplazado por el periodista y también músico Mauricio Jürgensen.
Tanto las presentadoras como el panel del jurado contaron con la posibilidad de dar pases de oro para que los participantes pasarían directamente a los shows en vivo de las semifinales. La edición contó con 6 pases de oro:
1. Cada jurado tendrá su pase de oro individual.
2. Las animadoras tendrán su propio pase de oro.

### Concurso

#### Primera Semifinal
| Orden | Artista          | Talento           | Botones  | Botones  | Botones | Botones | Resultado  |
| Orden | Artista          | Talento           | Mauricio | Carolina | Nicole  | Sergio  | Resultado  |
| ----- | ---------------- | ----------------- | -------- | -------- | ------- | ------- | ---------- |
| 1     | Francisca Miquel | Contorsionista    |          |          |         |         | Eliminada  |
| 2     | Aracely Lavín    | Cantante          |          |          |         |         | Eliminada  |
| 3     | Sofía Bonilla    | Cantante          |          |          |         |         | Eliminada  |
| 4     | Jorge Contreras  | Mago              |          |          |         |         | Continúa   |
| 5     | "Los Primicia"   | Grupo de merengue |          |          |         |         | Eliminados |
| 6     | Marioli Aguirre  | Artista circense  |          |          |         |         | Eliminada  |
| 7     | "El Gran Salzón" | Grupo de salsa    |          |          |         |         | Eliminados |
| 8     | Hans Braukmann   | Cantante          |          |          |         |         | Continúa   |
| 9     | Pedro Benavides  | Artista circense  |          |          |         |         | Eliminado  |
| 10    | Rocío Fonfach    | Cantante          |          |          |         |         | Eliminada  |
| 11    | Paula y Andrés   | Cantantes         |          |          |         |         | Eliminados |
| 12    | Danger Brothers  | Malabaristas      |          |          |         |         | Eliminados |

#### Segunda Semifinal
| Orden | Artista            | Talento                | Botones  | Botones  | Botones | Botones | Resultado |
| Orden | Artista            | Talento                | Mauricio | Carolina | Nicole  | Sergio  | Resultado |
| ----- | ------------------ | ---------------------- | -------- | -------- | ------- | ------- | --------- |
| 1     | Celene Painemal    | Cantante               |          |          |         |         | Eliminada |
| 2     | Mateo Gómez        | Artista circense       |          |          |         |         | Eliminado |
| 3     | Sacha Bustos       | Cantante               |          |          |         |         | Continúa  |
| 4     | Cris Saéz          | Bailarín de Pole Dance |          |          |         |         | Eliminado |
| 5     | Cristopher Herrera | Cantante               |          |          |         |         | Eliminado |
| 6     | Sabrina O'Donnell  | Bailarín transformista |          |          |         |         | Eliminada |
| 7     | Luis Miranda       | Humorista              |          |          |         |         | Continúa  |
| 8     | Erika Sepúlveda    | Cantante de salsa      |          |          |         |         | Eliminada |
| 9     | Carlos Ríos        | Saxofonista            |          |          |         |         | Eliminado |

#### Tercera Semifinal
| Orden | Artista             | Talento            | Botones  | Botones  | Botones | Botones | Resultado |
| Orden | Artista             | Talento            | Mauricio | Carolina | Nicole  | Sergio  | Resultado |
| ----- | ------------------- | ------------------ | -------- | -------- | ------- | ------- | --------- |
| 1     | Daniel Valdés       | Cantante de tango  |          |          |         |         | Eliminado |
| 2     | Serely Cuadra       | Cantante           |          |          |         |         | Continúa  |
| 3     | David Solis         | Mimo acróbata      |          |          |         |         | Eliminado |
| 4     | Fabie Jean          | Cantante           |          |          |         |         | Eliminada |
| 5     | Juan Guevara        | Dibujante de arena |          |          |         |         | Eliminado |
| 6     | José Daniel Serrano | Cantante de cumbia |          |          |         |         | Eliminado |
| 7     | Edo Vallejo         | Comediante         |          |          |         |         | Eliminado |
| 8     | Isidora Muller      | Cantante           |          |          |         |         | Eliminada |
| 9     | Isabela Navarro     | Bailarina de cinta |          |          |         |         | Eliminada |
| 10    | Stomp Crew          | Grupo de baile     |          |          |         |         | Continúan |

#### Cuarta Semifinal
| Orden | Artista             | Talento               | Botones  | Botones  | Botones | Botones | Resultado  |
| Orden | Artista             | Talento               | Mauricio | Carolina | Nicole  | Sergio  | Resultado  |
| ----- | ------------------- | --------------------- | -------- | -------- | ------- | ------- | ---------- |
| 1     | Sebastían Estrada   | Cantante              |          |          |         |         | Eliminado  |
| 2     | Claudia Castro      | Cantante              |          |          |         |         | Continúa   |
| 3     | Isidora Rodríguez   | Bailarina             |          |          |         |         | Eliminada  |
| 4     | Nano Cabrera        | Cantante de rock      |          |          |         |         | Eliminado  |
| 5     | Jo Dimata           | Cantante              |          |          |         |         | Continúa   |
| 6     | Gerardo Hoffman     | Ilusionista           |          |          |         |         | Eliminado  |
| 7     | Jessica Sánchez     | Cantante              |          |          |         |         | Eliminada  |
| 8     | Jeremy Castro       | Cantante y violinista |          |          |         |         | Eliminado  |
| 9     | Sebastían y Daniela | Pareja de acróbatas   |          |          |         |         | Eliminados |
| 10    | Kototo Mimo         | Mimo                  |          |          |         |         | Eliminado  |

#### Quinta Semifinal
| Orden | Artista           | Talento                      | Botones  | Botones  | Botones | Botones | Resultado  |
| Orden | Artista           | Talento                      | Mauricio | Carolina | Nicole  | Sergio  | Resultado  |
| ----- | ----------------- | ---------------------------- | -------- | -------- | ------- | ------- | ---------- |
| 1     | Fernando González | Contorsionista               |          |          |         |         | Eliminado  |
| 2     | Anita Aguilera    | Cantante                     |          |          |         |         | Eliminada  |
| 3     | Aaron Urbina      | Baterista y cantante de rock |          |          |         |         | Eliminado  |
| 4     | Katia Guerrero    | Cantante                     |          |          |         |         | Eliminada  |
| 5     | Te Abrazo         | Compañía de teatro           |          |          |         |         | Continúa   |
| 6     | Camila Ugarte     | Cantante                     |          |          |         |         | Eliminada  |
| 7     | Rowena Saraniti   | Cantante                     |          |          |         |         | Eliminada  |
| 8     | Andrea y Jonathan | Pareja de bailarines         |          |          |         |         | Eliminados |
| 9     | Jimmy Águilla     | Humorista                    |          |          |         |         | Eliminado  |
| 10    | Isaac Vera        | Músico                       |          |          |         |         | Continúa   |

#### Sexta Semifinal
| Orden | Artista                | Talento               | Botones  | Botones  | Botones | Botones | Resultado  |
| Orden | Artista                | Talento               | Mauricio | Carolina | Nicole  | Sergio  | Resultado  |
| ----- | ---------------------- | --------------------- | -------- | -------- | ------- | ------- | ---------- |
| 1     | Juliana Angel González | Cantante de rancheras |          |          |         |         | Continúa   |
| 2     | DM Music               | Cantantes de reguetón |          |          |         |         | Eliminados |
| 3     | Ely Arrué              | Cantante              |          |          |         |         | Eliminada  |
| 4     | Monstarz Crew          | Grupo de baile        |          |          |         |         | Continúa   |
| 5     | Jenny Zárate           | Cantante              |          |          |         |         | Eliminada  |
| 6     | Melanie Rossel         | Bailarina de cadenas  |          |          |         |         | Eliminada  |
| 7     | Bastián Lagos          | Atleta de Slackline   |          |          |         |         | Eliminado  |
| 8     | Montserrat Rodríguez   | Cantante              |          |          |         |         | Eliminada  |
| 9     | Sebastían Silva        | Malabarista de fuego  |          |          |         |         | Eliminado  |
| 10    | Rever                  | Grupo de baile        |          |          |         |         | Eliminado  |

#### Séptima Semifinal
| Orden | Artista         | Talento                | Botones  | Botones  | Botones | Botones | Resultado  |
| Orden | Artista         | Talento                | Mauricio | Carolina | Nicole  | Sergio  | Resultado  |
| ----- | --------------- | ---------------------- | -------- | -------- | ------- | ------- | ---------- |
| 1     | Lirio Blanco    | Cantante               |          |          |         |         | Eliminada  |
| 2     | Brahiron Chávez | Cantante               |          |          |         |         | Continúa   |
| 3     | Damaris Silva   | Cantante               |          |          |         |         | Eliminada  |
| 4     | Ágeda Jofré     | Cantante               |          |          |         |         | Eliminada  |
| 5     | Arcano          | Ilusionista            |          |          |         |         | Continúa   |
| 6     | Felipe Alvarado | Bailarín de Pole Dance |          |          |         |         | Eliminado  |
| 7     | Nelsón Riquelme | Poeta                  |          |          |         |         | Eliminado  |
| 8     | Renato Cornejo  | Baterista              |          |          |         |         | Eliminado  |
| 9     | F3mology        | Grupo de bailarines    |          |          |         |         | Eliminados |

#### Final
| Orden | Artista                | Talento                | Resultado  |
| ----- | ---------------------- | ---------------------- | ---------- |
| 1     | Sacha Bustos           | Cantante               | Eliminada  |
| 2     | Luis Miranda           | Humorista              | Eliminado  |
| 3     | Claudia Castro         | Cantante               | Eliminada  |
| 4     | Arcano                 | Ilusionista            | Eliminado  |
| 5     | Serely Cuadra          | Cantante               | 2° Lugar   |
| 6     | Te Abrazo              | Compañía de teatro     | Eliminados |
| 7     | Juliana Ángel González | Cantante               | Ganadora   |
| 8     | Brahiron Chávez        | Cantante               | Eliminado  |
| 9     | Monstarz Crew          | Grupo de baile         | Eliminados |
| 10    | Isaac Vera             | Músico                 | Eliminado  |
| 11    | Jorge Contreras        | Mago                   | 3° Lugar   |
| 12    | Hans Braukmann         | Cantante y guitarrista | Eliminado  |
| 13    | Stomp Crew             | Grupo de baile         | Eliminados |
| 14    | Jo Dimata              | Cantante               | Eliminada  |

## Temporada 2

### Formato
Una vez anunciado el regreso del programa por parte de Chilevisión (aún bajo el nombre Talento Chileno), se anunció la apertura del proceso de postulación al casting de la nueva temporada, en el cual los participantes pudieron inscribirse mediante un formulario web o enviando un video exhibiendo su talento al igual que en la temporada anterior. Además se anunciaron diversos castings presenciales a finales de 2023, tanto en las instalaciones del canal como en las ciudades de Iquique, La Serena, Concepción, Temuco y Castro.

### Equipo

#### Conducción
La segunda temporada cuenta con la animación de Julián Elfenbein, quien ya había conducido anteriormente otros programas de talento como The Voice Chile.

#### Jurado
Durante inicios de 2024 fueron confirmados los miembros del jurado, el cual fue conformado por Diana Bolocco, Leonor Varela, Francisco Reyes y Antonio Vodanovic.

### Concurso

#### Final
| Orden | Artista                   | Talento             | Resultado  | Ref.   |
| ----- | ------------------------- | ------------------- | ---------- | ------ |
| 1     | Mateo Gómez               | Equilibrista        | Eliminado  |        |
| 2     | Los Joseph                | Cantantes           | 2° Lugar   |        |
| 3     | Johnatha Bastos           | Músico              | Eliminado  |        |
| 4     | Martín Chesini            | Ventrílocuo         | Eliminado  |        |
| 5     | Irish Dance Sandra Claren | Agrupación de baile | Eliminados |        |
| 6     | Antonio Serrano           | Mago                | Eliminado  |        |
| 7     | Vicente Romero            | Cantante            | Eliminado  |        |
| 8     | Aníbal Gaete              | Teatro musical      | 3.° Lugar  |        |
| 9     | Aryn Shelander            | Acróbata            | Eliminada  |        |
| 10    | Amanda García             | Bailarina           | Eliminada  |        |
| 11    | Joche Vidal               | Humorista           | Ganador    | [ 19 ] |
| 12    | Hermanos Acero            | Equilibristas       | 4.° Lugar  |        |
| 13    | Conny Kroon               | Cantante            | Eliminada  |        |
| 14    | Arturo Espinoza           | Cantante lírico     | Eliminado  |        |